# Orientierungslauf-Europameisterschaften 2004
Die 5. Orientierungslauf-Europameisterschaften, die 3. seit der Wiedereinführung des Wettbewerbs im Jahr 2000, fanden vom 10. Juli bis zum 17. Juli 2004 in der Gegend um Roskilde in Dänemark statt. 
Es gab acht Wettbewerbe: je ein Sprint-, Mittel- und ein Langdistanzwettbewerb für Männer und Frauen sowie eine Männer- und eine Frauenstaffel.

## Zeitplan
- 12. Juli 2004: Qualifikation Mitteldistanz
- 13. Juli 2004: Entscheidung Mitteldistanz
- 14. Juli 2004: Qualifikation & Entscheidung Sprint
- 15. Juli 2004: Qualifikation Langdistanz
- 16. Juli 2004: Entscheidung Langdistanz
- 17. Juli 2004: Entscheidung Staffel

## Herren

### Sprint
| Platz | Land | Athlet                | Zeit      |
| ----- | ---- | --------------------- | --------- |
| 1     | SWE  | Emil Wingstedt        | 13:35 min |
| 2     | RUS  | Andrei Chramow        | 13:46 min |
| 3     | FIN  | Mårten Boström        | 13:51 min |
| 4     | NOR  | Øystein Kvaal Østerbø | 13:54 min |
| 5     | DEN  | Mikkel Lund           | 13:57 min |
| 6     | SWE  | Jonas Pilblad         | 13:58 min |
| 7     | NOR  | Bernt Bjørnsgaard     | 13:59 min |
| 8     | NOR  | Tore Sandvik          | 14:01 min |

Sprint: 14. Juli 2004 

Titelverteidiger:  Emil Wingstedt 

Ort: Roskilde 

Länge: 3,0 km 

Posten: 20

### Mitteldistanz
| Platz | Land | Athlet            | Zeit      |
| ----- | ---- | ----------------- | --------- |
| 1     | FRA  | Thierry Gueorgiou | 30:49 min |
| 2     | FIN  | Jarkko Huovila    | 32:01 min |
| 3     | SWE  | Emil Wingstedt    | 32:10 min |
| 4     | DEN  | Carsten Jørgensen | 32:13 min |
| 5     | DEN  | Chris Terkelsen   | 32:14 min |
| 6     | FIN  | Pasi Ikonen       | 32:31 min |
| 7     | GBR  | Jamie Stevenson   | 32:40 min |
| 8     | NOR  | Anders Nordberg   | 32:51 min |

Mitteldistanz: 13. Juli 2004 

Titelverteidiger:  Mikhail Mamleev 

Ort: Grønholt Hegn 

Länge: 6,4 km 

Steigung: 95 m 

Posten: 22

### Langdistanz
| Platz | Land | Athlet          | Zeit      |
| ----- | ---- | --------------- | --------- |
| 1     | SWE  | Kalle Dalin     | 1:23:40 h |
| 2     | FIN  | Mats Haldin     | 1:23:58 h |
| 3     | SWE  | Emil Wingstedt  | 1:24:41 h |
| 4     | POL  | Robert Banach   | 1:25:20 h |
| 5     | RUS  | Andrei Chramow  | 1:25:37 h |
| 6     | CZE  | Michal Horáček  | 1:25:50 h |
| 7     | NOR  | Holger Hott     | 1:25:59 h |
| 8     | GBR  | Jamie Stevenson | 1:26:11 h |

Langdistanz: 16. Juli 2004 

Titelverteidiger:  Thomas Bührer 

Ort: Klinteskoven 

Länge: 14,5 km 

Steigung: 560 m 

Posten: 29

### Staffel
| Platz | Land | Athleten                                       | Zeit      |
| ----- | ---- | ---------------------------------------------- | --------- |
| 1     | FIN  | Jarkko Huovila Pasi Ikonen Mats Haldin         | 2:06:32 h |
| 2     | DEN  | Chris Terkelsen René Rokkjær Carsten Jørgensen | 2:06:42 h |
| 3     | SWE  | Kalle Dalin Johan Modig Emil Wingstedt         | 2:06:53 h |
| 4     | NOR  | Bjørnar Valstad Anders Nordberg Holger Hott    | 2:07:13 h |
| 5     | RUS  | Sergei Detkow Andrei Chramow Michail Mamlejew  | 2:08:01 h |
| 6     | FRA  | François Gonon Nicolas Girsch Damien Renard    | 2:08:17 h |
| 7     | CZE  | Vladimír Lučan Michal Horáček Michal Smola     | 2:10:04 h |

Staffel: 17. Juli 2004 

Titelverteidiger:  Jani Lakanen, Pasi Ikonen, Mats Haldin 

Ort: Klinteskoven 

Länge: 6,4 km 

Steigung: 95 m 

Posten: 22

## Damen

### Sprint
| Platz | Land | Athletin               | Zeit      |
| ----- | ---- | ---------------------- | --------- |
| 1     | SUI  | Simone Niggli-Luder    | 12:18 min |
| 2     | SWE  | Jenny Johansson        | 12:37 min |
| 3     | SWE  | Emma Engstrand         | 12:49 min |
| 4     | SWE  | Emma Dahlstedt         | 12:52 min |
| 5     | NOR  | Anne Margrethe Hausken | 13:10 min |
| 6     | SWE  | Anna Mårsell           | 13:12 min |
| 7     | SWE  | Gunilla Svärd          | 13:13 min |
| 8     | SUI  | Sara Gemperle          | 13:15 min |

Sprint: 14. Juli 2004 

Titelverteidigerin:  Vroni König-Salmi 

Ort: Roskilde 

Länge: 2,5 km 

Posten: 16

### Mitteldistanz
| Platz | Land | Athletin                   | Zeit      |
| ----- | ---- | -------------------------- | --------- |
| 1     | NOR  | Hanne Staff                | 29:58 min |
| 2     | LTU  | Dainora Alšauskaitė        | 30:24 min |
| 3     | RUS  | Tatjana Rjabkina           | 30:53 min |
| 4     | FIN  | Minna Kauppi               | 31:02 min |
| 5     | SUI  | Simone Niggli-Luder        | 31:03 min |
|       | SWE  | Jenny Johansson            | 31:03 min |
| 7     | SWE  | Karolina Arewång-Höjsgaard | 31:18 min |
| 8     | SWE  | Gunilla Svärd              | 31:49 min |

Mitteldistanz: 13. Juli 2004 

Titelverteidigerin:  Gunilla Svärd 

Ort: Grønholt Hegn 

Länge: 5,3 km 

Steigung: 90 m 

Posten: 21

### Langdistanz
| Platz | Land | Athletin                   | Zeit      |
| ----- | ---- | -------------------------- | --------- |
| 1     | SUI  | Simone Niggli-Luder        | 1:02:04 h |
| 2     | SWE  | Emma Engstrand             | 1:05:45 h |
| 3     | RUS  | Tatjana Rjabkina           | 1:05:53 h |
| 4     | FIN  | Heli Jukkola               | 1:06:12 h |
| 5     | FIN  | Minna Kauppi               | 1:06:26 h |
| 6     | NOR  | Hanne Staff                | 1:06:44 h |
| 7     | SWE  | Karolina Arewång-Höjsgaard | 1:07:48 h |
| 8     | GER  | Karin Schmalfeld           | 1:07:54 h |

Langdistanz: 16. Juli 2004 

Titelverteidigerin:  Simone Niggli-Luder 

Ort: Klinteskoven 

Länge: 9,6 km 

Steigung: 340 m 

Posten: 21

### Staffel
| Platz | Land | Athletinnen                                                 | Zeit      |
| ----- | ---- | ----------------------------------------------------------- | --------- |
| 1     | SWE  | Karolina Arewång-Höjsgaard Jenny Johansson Gunilla Svärd    | 1:54:18 h |
| 2     | NOR  | Marianne Andersen Elisabeth Ingvaldsen Hanne Staff          | 1:54:29 h |
| 3     | RUS  | Natalja Efimowa Olga Belozerowa Tatjana Rjabkina            | 1:58:36 h |
| 4     | FIN  | Heli Jukkola Paula Haapakoski Minna Kauppi                  | 1:59:38 h |
| 5     | POL  | Monika Depta Barbara Bączek-Motała Anna Górnicka-Antonowicz | 1:59:40 h |
| 6     | SUI  | Brigitte Grüniger Sara Gemperle Simone Niggli-Luder         | 2:00:38 h |
| 7     | CZE  | Marta Štěrbová Martina Zverinova Zuzana Macúchová           | 2:01:49 h |
| 8     | DEN  | Helene Hausner Signe Søes Anne Konring Olesen               | 2:04:00 h |

Sprint: 17. Juli 2004 

Titelverteidigerinnen:  Elisabeth Ingvaldsen, Birgitte Husebye, Hanne Staff 

Ort: Klinteskoven 

## Medaillenspiegel
| Platz | Land       | Gold | Silber | Bronze | Gesamt |
| ----- | ---------- | ---- | ------ | ------ | ------ |
| 1     | Schweden   | 3    | 2      | 3      | 8      |
| 2     | Schweiz    | 2    | -      | -      | 2      |
| 3     | Finnland   | 1    | 2      | 1      | 4      |
| 4     | Norwegen   | 1    | 1      | -      | 2      |
| 5     | Frankreich | 1    | -      | -      | 1      |
| 6     | Russland   | -    | 1      | 4      | 5      |
| 7     | Litauen    | -    | 1      | -      | 1      |
|       | Dänemark   | -    | 1      | -      | 1      |